# La Samaritaine

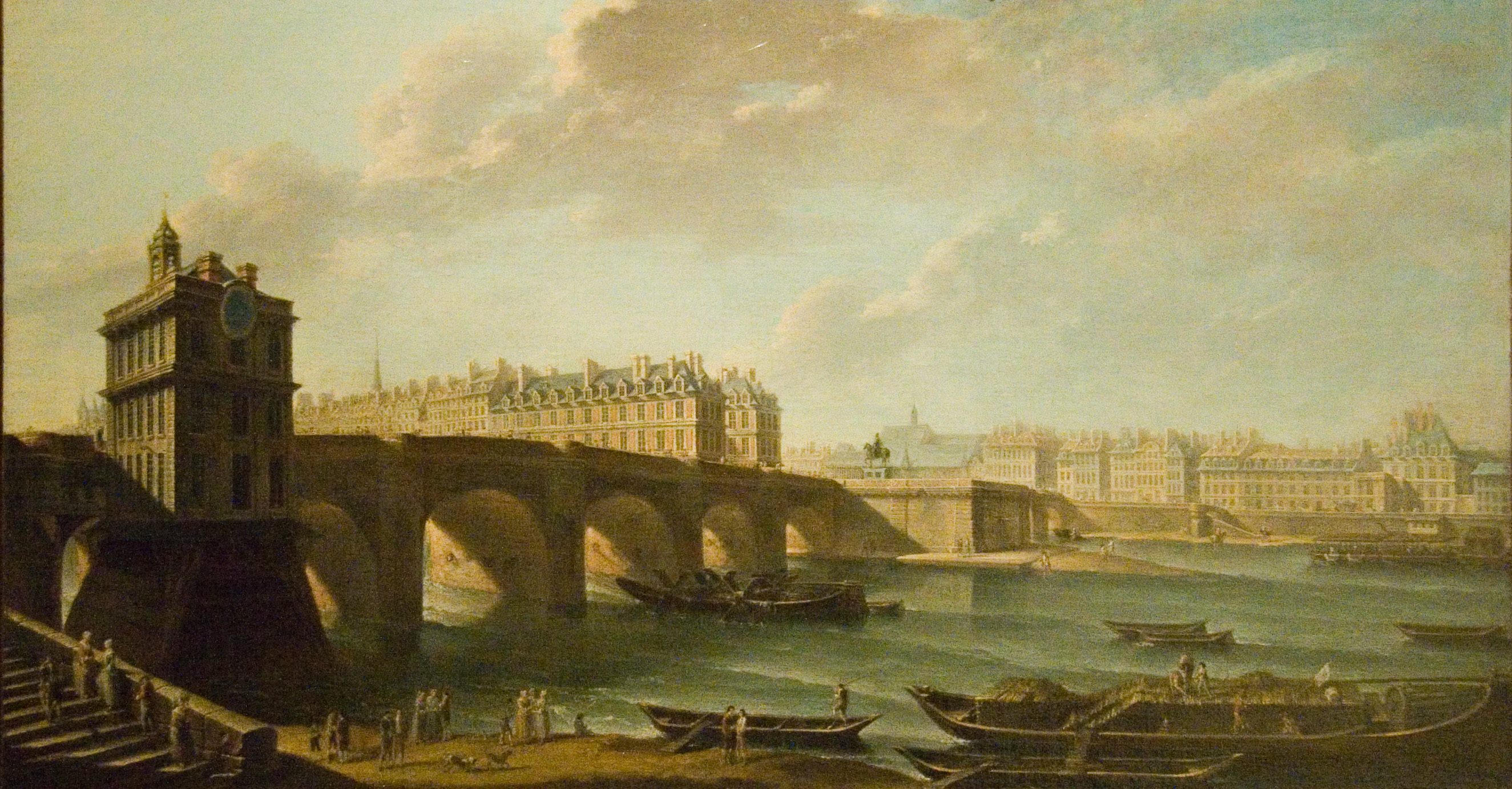
Trạm bơm Samaritaine, cầu Pont Neuf

La Samaritaine là một cửa hàng lớn ở quận 1, thành phố Paris. Nằm bên cạnh sông Seine, đầu cầu Pont Neuf về phía hữu ngạn, La Samaritaine là một trong những cửa hàng quan trọng nhất Paris với diện tích 48 000 m², rộng hơn một chút so với Galeries Lafayette và Printemps. Với các gian hàng thời trang cao cấp, đồ nội thất... khẩu hiệu của cửa hàng này là On trouve tout à la Samaritaine, tức Chúng ta có thể tìm thấy tất cả ở Samaritaine.
| Métro Paris | Bến tàu điện ngầm: Pont Neuf |

## Lịch sử
Bắt đầu từ năm 1869 bởi Ernest Cognacq và vợ là Marie-Louise Jaÿ, một người bán hàng quần áo của Le Bon Marché. Ernest Cognacq bắt đầu buôn bán nhỏ ở phố Monnaie vào năm 1869. Kết hôn với Marie-Louise Jaÿ, đôi vợ chồng này quyết định mở rộng cửa hàng của họ và năm 1900, cửa hàng lớn La Samaritaine ra đời.
Học tập theo phương pháp kinh doanh của Aristide Boucicaut với cửa hàng Le Bon Marché, Ernest Cognacq tổ chức của hàng của mình thành những gian hàng nhỏ với các chủ độc lập và tự chịu trách nhiệm.
Cùng với việc mua thêm các tòa nhà gần cửa hàng của mình, Ernest Cognacq tiếp tục mở rộng Samaritaine. Khối nhà được tu sửa và xậy dựng lại trong khoảng thời gian từ 1883 cho tới 1933, chủ yếu vào 1903 và 1907 bởi kiến trúc sư Frantz Jourdain, người đã sử dụng phong cách Tân nghệ thuật. Lần mở rộng năm 1933 biến Samaritaine thành một tòa nhà 10 tầng do kiến trúc sư Henri Sauvage thực hiện theo phong cách Art Déco. Ngày nay, cửa hàng này được xếp hạng công trình lịch sử nước Pháp.
Sau những thua lỗ vào thập niên 1990, diện tích cửa hàng bị thu nhỏ. Samaritaine được bán lại cho LVMH, tập đoàn kinh doanh đồ xa xỉ đã mua lại Le Bon Marché trước đó. Ngày 15 tháng 6 năm 2005, với lý do an toàn theo các tiêu chuẩn mới, La Samaritaine phải đóng cửa để tu sửa.

## Tên gọi
La Samaritaine vốn là tên của một trạm bơm có từ thời vua Henri IV bên cầu Pont Neuf và được sửa chữa lại vào thế kỷ 18. Ernest Cognacq cũng từng bán hàng ở một trong những ban công nhỏ hình bán nguyệt ở cầu Pont Neuf khi cây cầu còn là nơi buôn bán của các thợ thủ công và thương nhân.
La Samaritaine đôi khi cũng được gọi tắt là La Samar.